# Radnai Béla (orvos)
Radnai Béla, születési nevén Radnay Béla Károly Antal (Budapest, 1912. június 11. – Budapest, 1990. december 19.) patológus, egyetemi docens, az orvostudományok kandidátusa (1968).

## Élete
Radnai Béla (1873–1923) szobrászművész és Kurucz Margit fiaként született. Középiskolai tanulmányait 1922 és 1930 között a Budapesti Ágostai Hitvallású Evangélikus Gimnáziumban végezte. 1936. november 7-én a Pázmány Péter Tudományegyetemen avatták orvosdoktorrá.
1936 és 1949 között a Szent László Kórház Proszektúrájának segédorvosa, 1944-től alorvosa, 1949 és 1951 között a Bajcsy-Zsilinszky Kórház kórboncnok főorvosa, 1951 és 1978 között az István Kórház Kórbonctani-Kórszövettani Osztályának vezetője volt. 1946-ban kórbonctani és kórszövettani vizsgálatokból szakorvosi képesítést szerzett.
1943 és 1950 között a budapesti Pázmány Péter Tudományegyetem Orvostudományi Karának I. sz. Kórbonctani Intézetében díjtalan, majd később díjas egyetemi tanársegéd volt. 1971-ben címzetes egyetemi docenssé nevezték ki.
Mintegy 60 tudományos közlemény szerzője, az Orvostovábbképző Intézet szakorvosképzés előadója, az Egészségügyi Tudományos Tanács Patológiai és Onkológiai Bizottságának tagja, az Egészségügyi Szakszervezet Patológus Szakcsoportja vezetőségének tagja, a Dél-Pesti Orvosetikai Bizottság elnöke volt.

## Művei
- A hypophysis és hypothalamus kórszövettani vizsgálata kiütéses typhus kapcsán. (Orvosok Lapja, 1947, 52.)
- Adatok az emberi takonykor pathologiájához. (Orvosok Lapja, 1948, 19.)
- A phosphatcarbonat húgykövek szerkezetéről, különös tekintettel annak gyakorlati jelentőségére. Palócz Istvánnal. (Orvosi Hetilap, 1950, 22.)
- Neurolymphomatosis emberben. Takács-Nagy Lóránddal. (Orvosi Hetilap, 1951, 48.)
- A peripheriás idegek és az izmok érelváltozásai rheumatoid arthritisben. (Orvosi Hetilap, 1952, 33.)
- Adatok a virul hepatitis kísérletes vizsgálatához. Földes Pállal. (Orvosi Hetilap, 1952, 36.)
- A nephritis pathologiája. (Orvosi Hetilap, 1953, 28.)
- Generalizált arteriola thrombosissal járó thrombopeniás purpura. (Orvosi Hetilap, 1953, 50.)
- Adatok a myelosclerosis kortanához. Gottsegen Györggyel. (Orvosi Hetilap, 1954, 27.)
- Izolált pulmonalisbillentyű-elégtelenség a ductus Betalli persistens-en lokalizált endocarditis lenta nyomán. Gottsegen Györggyel. (Orvosi Hetilap, 1954, 50.)
- A női húgycső-diverticulum. Bogdán Endrével, Sitkéry Józseffel. (Orvosi Hetilap, 1955, 44.)
- Necrotisáló polyangiitis és granulomatosis. Hollósi Katalinnal, Gerő Andorral és Remenár Lászlóval. (Orvosi Hetilap, 1958, 22.)
- A kollagenosisok tüdőelváltozásainak pathologiája. Hollósi Katalinnal. (Orvosi Hetilap, 1960, 49.)
- Adatok a rheumatoid arthritis extraarticularis érelváltozásainak pathomorphologiájához. Kandidátusi értekezés. Budapest, 1968

## Díjai, elismerései
- Szocialista Munkáért érdemérem (1961)[2]
- Kiváló orvos (1965)